# Mario Francesconi
Mario Francesconi (Viareggio, 1934) è un pittore e scultore italiano.

## Biografia
Nasce nel 1934 a Viareggio, dove vive tuttora. A partire dalla sua prima personale nel 1959 sviluppa un percorso artistico che attraversa diverse fasi, spesso riconducibili alla passione per le materie povere e di recupero. Spesso la sua attività artistica si muove tra gli ambiti della pittura, della scultura, del collage e dell'installazione e confina con gli adiacenti ambiti della poesia e della letteratura, anche grazie ad amicizie e rapporti professionali con alcune tra le più significative figure del mondo intellettuale italiano della seconda metà del secolo scorso, da Emilio Villa a Cesare Garboli, da Leonardo Sciascia a Mario Luzi, da Cesare Zavattini a Pier Paolo Pasolini, da Alfonso Gatto a Sandro Penna a Venturino Venturi.
Dopo le prime esperienze figurative, all'inizio degli anni Sessanta si trasferisce a Roma dove frequenta le gallerie La Salita, La Tartaruga, San Luca, ed espone presentato da Emilio Villa.
Dal 1965 è nuovamente in Toscana. Frequenta l'ambiente letterario del Premio Viareggio, fonte di stimolanti conoscenze da Neruda a Longhi, da Pasolini a Buzzati, da Carlo Bo a Mino Maccari. A Firenze stringe rapporti di amicizia con Romano Bilenchi, Mario Luzi ed altri letterati. Nel 1966 collabora con Mino Maccari alla realizzazione per il Maggio Musicale Fiorentino delle scenografie per il Naso di Dmitrij Dmitrievič Šostakovič, la cui regia è affidata a Eduardo De Filippo.
Nel 1971 Romano Bilenchi gli dedica un racconto Padre e figlio che uscirà ne “L'Approdo” e poi nel libro “Amici” edito da Einaudi. 
Gli anni '70 sono caratterizzati da frequenti viaggi, Parigi, Londra, Berlino, Francoforte, Amsterdam, durante i quali entra in contatto con artisti come Wilfred Lam, Hans Hartung, Henry Moore.
Nel frattempo si trasferisce a Firenze e stabilisce il suo studio in via Maggio. L'atelier fiorentino, che rappresenta tuttora una sede importante dell'attività dell'artista, impressiona Mario Luzi per “la grande abbondanza, la esondazione di pittura che trabocca da ammassi di tele accumulate".
In questo periodo dedica una significativa serie di opere al proprio cane Tobia, a partire dalla quale Manlio Cancogni ha scritto un racconto edito da Pananti.
Nel 1998 lavora per un ciclo pittorico di tre trittici dedicati ai temi del Mistero, della Vita, della Morte, che sarà collocato nell'antirefettorio dell'Abbazia di Vallombrosa.
Dopo una lunga frequentazione della poesia e dell'opera teatrale di Samuel Beckett, dall'anno 2000 realizzerà centinaia di opere a lui dedicate tra cui molti libri d'artista interamente autografi, pittura, collages e diversi materiali.
Nel 2004 il Gabinetto Vieusseux di Firenze organizza presso il Palazzo Strozzi a Firenze un convegno sull'opera di Francesconi, con relazione tra l'altro, del direttore della Galleria d'Arte Moderna di Firenze Carlo Sisi; gli atti sono pubblicati nella rivista “Antologia Vieusseux”. 
In occasione dei 90 anni di Mario Luzi Francesconi dedica all'amico poeta una lunga serie di ritratti “a memoria”, grafici, dipinti e collage alcuni dei quali verranno poi donati al Gabinetto Vieusseux - Archivio Contemporaneo A. Bonsanti di Firenze.
Nel 2008 realizza insieme a Maicol Borghetti il film Osmosi.

## Esposizioni
Numerose le mostre in Italia e all'estero presentate da illustri critici d'arte e letterati, tra i quali Emilio Villa, Mario Tobino, Mino Maccari, Alfonso Gatto, Leonardo Sciascia, Cesare Garboli, Mario Luzi.
Nel 1959 Francesconi esordisce con una mostra personale alla Galleria d'Arte “La Navicella” di Viareggio. Sempre a Viareggio espone nel 1960 e nel 1964 nell'ambito del Premio Viareggio. Nel 1962, presentato da Emilio Villa, espone a Roma presso la Galleria San Luca; successivamente, ancora nella capitale, presso la galleria Zanini. Nel'67 avviene la prima esposizione a Firenze, presso la galleria Santacroce. Al 1968 risale la prima mostra a Palermo, presentata da Leonardo Sciascia, e al 1969 la mostra alla galleria Santo Stefano a Venezia, con presentazione di Alfonso Gatto. Nel 1970 tiene la sua prima esposizione alla galleria Il Milione di Milano, con uno scritto di Mino Maccari. Nello stesso anno espone alla galleria Pananti di Firenze, con testo di presentazione di Mario Luzi. 
In questi anni è intensa l'attività espositiva di Francesconi, presente in diverse sedi pubbliche e private, da Milano a Tokyo, da Basilea a Vienna, da Salerno a Francoforte. 
Nel 1974 nel chiostro della Basilica di San Marco (Firenze), presenta una selezione di opere con soggetto sacro. 
Nel 1978 a Spoleto nell'ambito della XX edizione del Festival dei due mondi”. Nel 1985, ancora alla galleria Pananti a Firenze, con uno scritto di Mario Luzi.
Nel 1992 espone a Firenze, alla Fortezza da Basso, una significativa serie di opere con un racconto inedito di Manlio Cancogni. 
Ancora a Firenze, nel 1996, alla Galleria Pananti si svolge la mostra Il caso e la necessità con le ultime opere di Francesconi accompagnate da testi di Cesare Garboli e Mario Luzi. Al Gabinetto Vieusseux viene presentata una sua cartella di acqueforti per un racconto di Enrico Pea.
Nel 1998 lavora ad un ciclo pittorico di tre trittici dedicati ai temi del Mistero, della Vita, della Morte, che l'anno successivo sarà collocato nell'antirefettorio dell'Abbazia di Vallombrosa. Sue opere sono esposte nella mostra Luzi critico d'arte che si tiene a Sesto Fiorentino nel 1998 e nella mostra I miei amici pittori. Romano Bilenchi e l'arte contemporanea che si tiene a Colle di Val d'Elsa nel 1999. 
Nel 1998 e nel 2000 mostre alla Gold Smith Gallery - Maine U.S.A.
Nel 2003 viene realizzata la prima antologica su Francesconi, presso le Raccolte Frugone a Nervi: una mostra curata di Maria Flora Giubilei con prefazione in catalogo di Mario Luzi. 
Nel 2004 espone opere del ciclo “Archetipo” al Museo Marino Marini (Firenze).
Dopo la morte di Mario Luzi, nel 2005 espone opere a lui dedicate nella Galleria d'Arte Moderna di Genova. 
Nel 2006 avviene una donazione al Gabinetto Vieusseux - Archivio Contemporaneo A. Bonsanti di nove ritratti di Mario Luzi che, per la ricorrenza dell'anniversario della nascita, saranno esposti nella Sala Ferri di Palazzo Strozzi con presentazione di Stefano Verdino e Franco Zabagli.
Sempre nel 2006 Grazie Signor Beckett, mostra nel carcere di Volterra nell'ambito del festival Volterrateatro organizzato da Armando Punzo. A Torino, nell'ambito della manifestazione Torino Capitale Mondiale del Libro; successivamente a Gorizia, nell'ambito del festival Beckett & Puppet, presentazione di un documentario sulle opere di Francesconi realizzato da Luca Scarlini e Lino Greco. A Pordenone mostra delle opere dedicate a Samuel Beckett.
Nel 2008 realizza con Maicol Borghetti il film Osmosi; installazione nel Teatro Persio Flacco di Volterra dell'opera Seccatoio. A Pienza, nel Palazzo Piccolomini, si svolge Lineamenti, mostra dei ritratti di Mario Luzi e di opere, pitture e sculture, sul tema del dialogo. Per il Comune di Viareggio realizza il manifesto dell'Anniversario della liberazione.
Nel 2010 si è svolta a Firenze la prima grande antologica dedicata a Mario Francesconi, con allestimento curato dall'artista stesso. La mostra, intitolata Mario Francesconi. Viaggio d'artista 1960-2010, è stata promossa dalla Provincia di Firenze, che ha accolto le opere nelle sale espositive di Palazzo Medici Riccardi a Firenze, ed è stata organizzata da Maschietto Editore.
Nel 2011 è presente alla LIV Biennale di Venezia, Padiglione Italia, scelto dallo scrittore Manlio Cancogni.

## Libri d'artista
I libri d'artista “a stampa” realizzati da Francesconi sono conservati presso la Biblioteca Nazionale Centrale di Firenze.
- 1996 – L'acquapazza, testo di Enrico Pea, cartella con dieci incisioni ed un acquerello originale, tiratura di 15 copie più 10 in numeri romani
- 1996 – Il caso e la necessità, testi di Mario Luzi e Cesare Garboli, cartella con 13 riproduzioni e 2 foto, tiratura di 300 copie
- 1997 – Le opere di Mario Francesconi nella collezione di un amico, scatola in cartone comprendente 10 fotografie accompagnate da uno scritto dell'artista, sulla scatola un disegno originale, tiratura di 36 copie
- 1999 – 3 Terzine, testi di Mario Luzi e Armido Rizzi, volume con le opere collocate nell'Abbazia di Vallombrosa, tiratura di 1000 copie di cui le prime 200 con una litografia firmata
- 2001 – Incontri, cartellina con tre scritti inediti di Mario Luzi, tre litografie e un collage di Mario Francesconi, tiratura di 60 copie numerate e firmate da Mario Luzi e Francesconi
- 2003 – Archetipo, scatola in cartone interamente dipinta; all'interno scultura numerata in alluminio ed il libro Archetipo, tiratura di 35 esemplari più 15 in numeri romani
- 2004 – Trouvailles, composizioni e scomposizioni, libretto stampato in occasione della mostra al Museo Marino Marini di Firenze, tiratura di 500 copie
- 2005 – Pace e Guerra, libretto con testi di Mario Luzi, 4 disegni e 1 ritratto del poeta
- 2005 – Scelus, una poesia di Mario Luzi accompagnata da un'acquaforte, libro realizzato in occasione della mostra alla Galleria d'Arte Moderna di Genova, tiratura di 60 copie
- 2006 – Grazie Signor Beckett, realizzato in occasione della mostra nel Carcere di Volterra
- 2006 – Samuel Beckett / biografia, tiratura di 30 copie con interventi originali dell'artista
- 2006 – Samuel Beckett / foto segnaletiche, tiratura di 30 copie con interventi originali dell'artista
- 2008 – A Guido, cartella con testi di Antoine de Saint-Exupéry ed una litografia, tiratura di 120 copie
- 2008 – Lineamenti, con una poesia inedita di Mario Luzi e testo di Marco Marchi, volume realizzato per la mostra nel Palazzo Piccolomini di Pienza, tiratura di 500 copie di cui le prime 50 con un disegno originale
- 2009 – Parole, cartella con una puntasecca dedicata a Mario Luzi, tiratura di 30 copie

## Grafica
Con la Stamperia d'arte Il Bisonte ha partecipato alle Mostre Internazionali della Grafica di Francoforte, Basilea, Düsseldorf.
Sue opere di grafica sono conservate presso il Gabinetto Disegni e Stampe della Galleria degli Uffizi, il Museo dell'Incisione Albertine di Vienna, la Calcografia di Stato.